# Brasiliens nationalkongress
Brasiliens nationalkongress (portugisiska: Congresso Nacional do Brasil) är den lagstiftande församlingen i Brasilien med säte i huvudstaden Brasília.
Den består av två kammare: Senaten (Senado Federal, överhuset) och  Deputeradekammaren (Câmara dos Deputados, underhuset).. Detta står i kontrast till de enkammarsystem som finns på regional nivå.
Nationalkongressens byggnad är Palácio do Congresso Nacional.